# デュケインのスパイ網

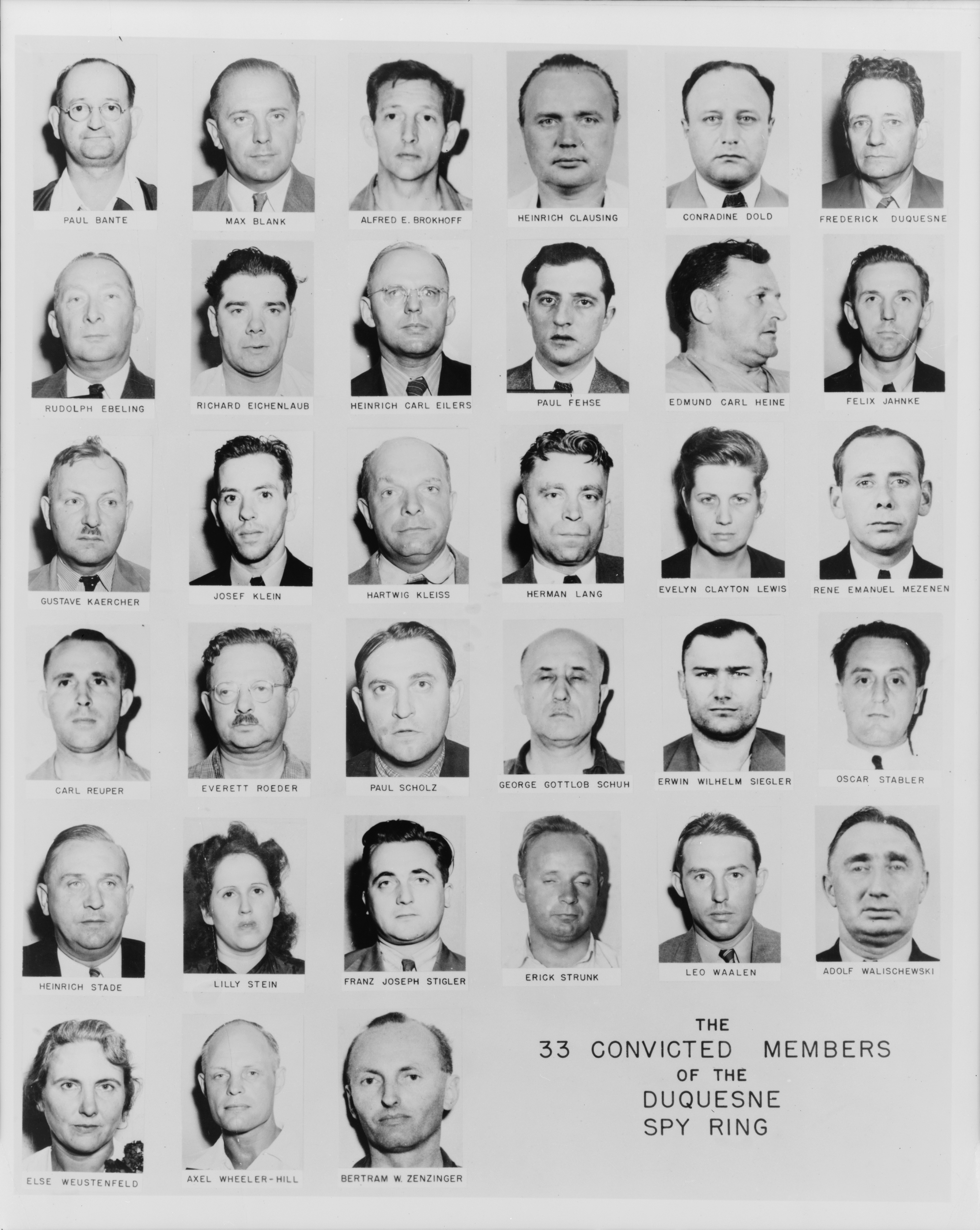
デュケインのスパイ網に所属したスパイ33名の顔写真(FBI資料)

デュケインのスパイ網（Duquesne Spy Ring）は、1941年に摘発されたアメリカ合衆国における史上最大のスパイ事件である。なお事件発覚時点ではアメリカは第二次世界大戦に参戦していない。
フレデリック・"フリッツ"・ジュベール・デュケインによって率いられたドイツ側スパイの総数は33名を数え、彼らは連邦捜査局(FBI)による長期捜査の末に摘発された。容疑者のうち19名は容疑を認めたが、残り14名は無罪を主張した為、1941年9月3日ブルックリン連邦地方裁判所における陪審裁判に持ち込まれ、1941年12月13日までに全員が改めて有罪判決を受けている。1942年1月2日、スパイらには合計して300年以上の懲役が宣告された。
デュケインのスパイ網を構成したエージェントの多くはドイツ出身のドイツ系アメリカ人で、彼らは戦時に有用となりうる情報を収集したり、またサボタージュを展開するべく、アメリカ各地で様々な職に就いていた。ある男はレストランを経営し客からの情報収集を試みていたし、他には大西洋を渡る連合軍船舶を監視するべく航空会社に勤務している男もいた。
またドイツ側スパイのウィリアム・G・セボルドはFBIの二重スパイとしても活動しており、彼の存在がFBIによる摘発につながった。FBIは2年近くスパイ網の通信を監視してスパイの居場所や伝達される情報の調査を行なっていた。
あるドイツのスパイ組織幹部は、デュケインのスパイ網が摘発された事を「アメリカ本土におけるスパイ活動に対する致命的打撃である」と評したという。また当時のFBI長官ジョン・エドガー・フーヴァーは、自らが指揮を取ったこのスパイ網摘発作戦を「アメリカ史上最大のスパイ検挙作戦である」と語った。
1945年の映画『Gメン対間諜』（原題：The House on 92nd Street）は、史実とは異なるものの、このデュケインのスパイ網摘発をモチーフにしている。脚本家チャールズ・G・ブースは、この映画でアカデミー原案賞を受賞している。

## FBI側エージェント

### ウィリアム・セボルド（二重スパイ）
ウィリアム・G・セボルド（William G. Sebold）はドイツ生まれで、第一次世界大戦中にはドイツ帝国陸軍の一員として出征している。1921年にドイツを離れた後、彼はアメリカおよび南米の航空機工場などに勤務した。1936年2月10日、アメリカ合衆国の市民権を取得した。

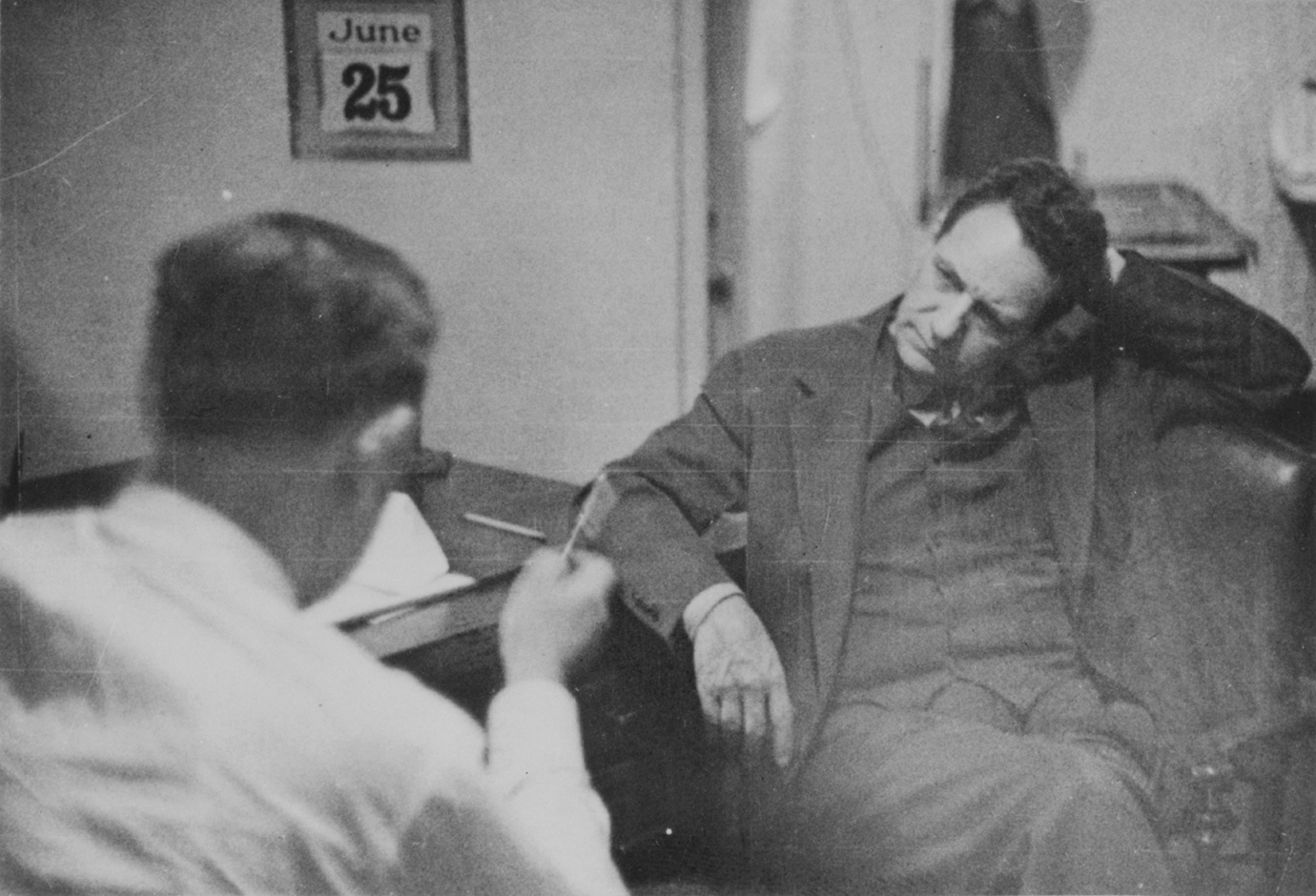
セボルド（手前）と会話するフリッツ・デュケイン（奥）。マジックミラー越しに撮影されたがデュケインは気づいていない。（1941年6月25日）

1939年、セボルドは母を尋ねるべく故郷ミュールハイムに帰郷した。その道中にハンブルクを訪れた折、ゲシュタポのエージェントによる最初の接触を受けたとされている。1939年9月、ガスナー博士(Dr. Gassner)を名乗る男がミュールハイムの実家に滞在していたセボルドの元へ現れ、アメリカにおける軍用機や軍用装備に関する聴取を行うと共に、アメリカへの帰国後もドイツ側のエージェントとして働かないかと持ちかけたのである。その後、ガスナー博士に加えてレンケン博士(Dr. Renken)を名乗る男もセボルドの元を訪問しており、彼らとの話し合いを経て、セボルドは米独の関係悪化後もセボルドの家族が保護される事を条件にドイツ側のエージェントとなったのである。なお、後に明らかになったところによれば、レンケン博士の正体は国防軍情報部対英米諜報活動担当将校ニコラウス・リッター中佐であったという。
ガスナー博士による最初の訪問を受けた直後、セボルドは紛失を理由にケルンの米国領事館にてパスポートの再発行を申請している。この際、彼はドイツ側諜報部員が自分に協力を持ちかけてきたことを領事館員に明かし、帰国後FBIへの協力を行いたい旨を申し出たのである。
セボルドはハンブルクにて、ドイツ側諜報機関によって暗号文やマイクロフィルムの取り扱いなど諜報の基礎に関する講義を受けた。講義及び訓練の終了後、彼はアメリカ本土からドイツへどのような情報を伝えるべきかなどの指示を含む5つのマイクロフィルムを与えられた。セボルドはまた、その内3つを米国内で活動中のエージェント3名に与えよとの命令を受けた。彼はハリー・ソーヤーの偽名を用いてイタリア・ジェノヴァから出港し、1940年2月8日にニューヨークへ到着した。この段階でFBIはセボルドの帰国予定と彼が協力を望んだ事、そして彼がドイツ側スパイとして負った任務に関する報告を受けていた。
帰国したセボルドはドイツ側エージェントの手引きによって、ハリー・ソーヤーとしてニューヨークに住所を得て、ディーゼルエンジン技師として事務所を設置した。この事務所はドイツ側スパイ同士が接触を図る為の秘密拠点の1つとして使用され、FBIは周囲にエージェントを配置して事務所を監視下に置いた。
1940年5月、ロングアイランドに設けられたFBI管轄下の短波ラジオ送信局はドイツ国内の短波ラジオ局とのコンタクトを確立した。この送信局は以後16ヶ月の間、ドイツ本国とニューヨーク市内のドイツ側スパイを結ぶ主要な手段として機能した。最終的にFBIのラジオは300以上のメッセージを送信し、またドイツ本国から200のメッセージを受信したという。
事件後、セボルドは新しい身分を与えられ、カリフォルニア州にて養鶏業を営んだ。
1943年、Alan Hyndの書籍『Passport to Treason: The Inside Story of Spies in America』において二重スパイたるセボルドが初めて紹介された。

### ウィリアム・グスタフ・フリードマン
ウィリアム・グスタフ・フリードマン（William Gustav Friedemann）は、デュケイン事件における主要な証人の1人だった。1935年から指紋鑑定官としてFBIに勤務し、誘拐事件などを担当した後にエージェントになった。第二次世界大戦後にもプエルトリコにて勤務し、ハリー・トルーマン大統領に対する暗殺未遂事件の捜査に関与した。1989年8月23日、オクラホマ州スティルウォーターにて癌で死去した。

## 有罪判決を受けたドイツ側スパイ

### フレデリック・"フリッツ"・ジュベール・デュケイン

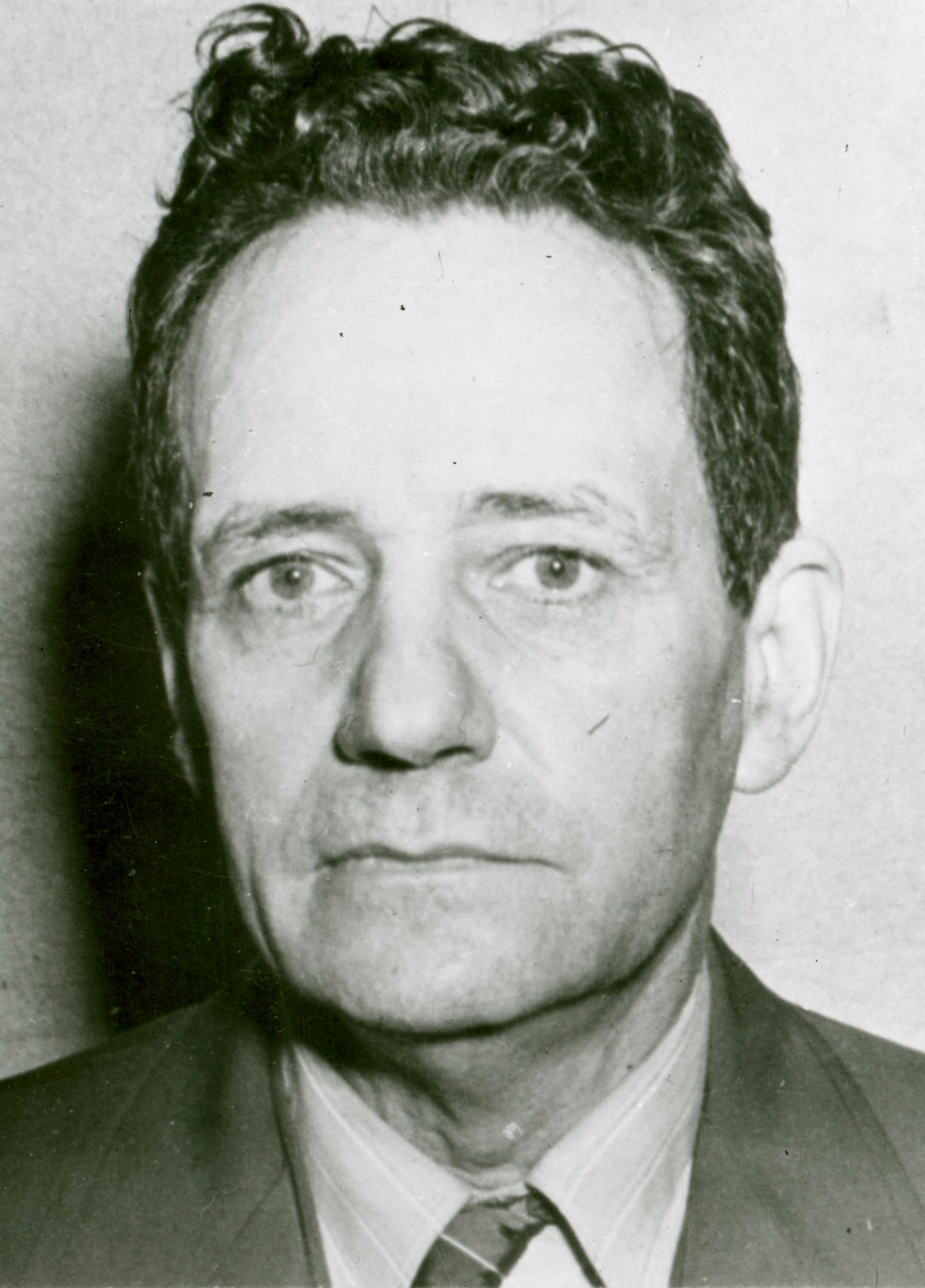
フリッツ・デュケイン

フレデリック・"フリッツ"・ジュベール・デュケイン（Frederick "Fritz" Joubert Duquesne）は、1877年9月21日に南アフリカ・ケープ植民地にて生を受けた。第二次ボーア戦争にはトランスヴァール共和国軍の大尉として従軍し、その後1913年にアメリカ合衆国への帰化を果たした。当時デュケインはドイツ帝国のスパイとして活動しており、1916年にはロシア帝国へ向かうホレイショ・キッチナー卿が乗艦した英海軍装甲巡洋艦ハンプシャー号に対するサボタージュ活動および撃沈に関与したとされることから、「キッチナーを殺した男」（The man who killed Kitchener）の異名でも知られる。また1916年2月18日、火災によって沈没した英船籍の汽船テニスン号にまつわる不正な保険金の請求にも関与したとされる。
1917年11月17日、テニスン号事件への関与の為に逮捕された。彼の自宅からは船が爆破撃沈された事件に関する新聞の切り抜きが大量に保管されたファイルや、在マナグアドイツ副領事補佐から送られたという手紙が大量に発見された。この手紙によって、デュケインがドイツ側の命令に沿って長年活動していた事が判明した。また英陸軍偵察隊指揮官だったアメリカ人フレデリック・ラッセル・バーナム少佐の暗殺も命じられていたが、これは未遂に終わっている。
1934年春、デュケインは「76の騎士団」（Order of 76）と呼ばれる米国内の親ナチ派組織の情報員となり、1935年1月からは公共事業促進局に職を得ている。ドイツ国防軍情報部長のヴィルヘルム・カナリス提督は第一次世界大戦での戦功からデュケインの名を知っており、米本土作戦主任だったニコラウス・リッター中佐に接触を命じている。また、リッター自身も1931年頃からデュケインの友人であり、彼らは1937年12月3日にニューヨークで再会した。
1940年2月、デュケインはニューヨークにてエア・ターミナル・カンパニー（Air Terminals Company）なる事務所を開設した。セボルドが最初にコンタクトを図った時も、彼らは当初デュケインの事務所で面会した。しかしデュケインは自らの事務所に監視機器が設置されている可能性を考慮し、別の場所で接触を持つ旨を申し出た。彼らは近所のオートレストランに場所を移し、ドイツ側スパイ網のメンバーに関する情報交換を行った。
その後、デュケインはセボルドの事務所で会談し、ドイツ本国に送り届けるべき情報をセボルドに渡した。この会談の様子はFBIエージェントによって盗撮された。デュケインは熱狂的な反英主義者であり、アメリカの国防に関する情報や米英間航路の船舶航行状況及び各種技術に関する情報収集を担当していた。彼はこの活動の為、定期的にドイツから給料を払い込まれていた。
ある日、デュケインはアメリカにて発明された新型爆弾の写真と仕様情報をセボルドに渡した。デュケインは自らがデラウェア州ウィルミントンのデュポン社工場に潜入し、爆弾の材料がある場所を把握したと語った。さらに彼は工場にて火災を起こす準備が整っていると示唆したという。彼は学生を装って企業を訪れ、製品や製造状況に関するデータを要求するという手口で多くの情報を得ていたとされる。
後にワシントンDCの陸軍化学戦部門（Chemical Warfare Service）に宛てて、デュケインは新型ガスマスクに関する情報を求める手紙を書いている。この手紙の中で、彼は自らを「ご存知の通り、責任ある評判の良い作家または講師」と記している。また最後の行には「その情報が機密扱いだとしてもご心配無く。なぜなら情報は愛国的市民の元に届くのだから」と書かれていた。彼が要求した情報はしばらくした後に届けられ、その一週間後にはドイツ本国ベルリンのエージェントの元へ届けられていたという。
デュケインは後の裁判で有罪判決を受け、スパイ容疑で禁錮18年が宣告された。さらに外国代理人登録法違反の為に2000ドルの罰金支払いが命じられた。彼はカンザス州レブンワース連邦刑務所に送られたが、ここで他の受刑者らによる暴力に晒された。1954年、病気を理由に釈放され、ニューヨークの厚生島（現在のルーズベルト島）にある都市病院に入院。1956年5月24日、78歳で死去した。

### ポール・ベント

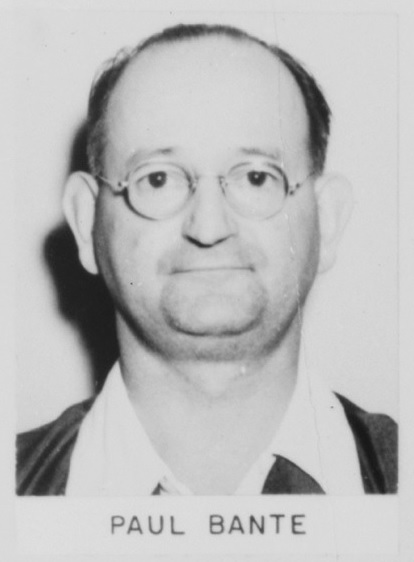
ポール・ベント

ポール・ベント（Paul Bante）は第一次世界大戦中にドイツ帝国陸軍の兵士として従軍した経験を持つ。彼は1930年に渡米し、1938年に市民権を取得した。
ベントはかつてドイツ系アメリカ人協会の会員で、スパイ網の1人であるポール・フェーサはベントがイグナツ・T・グリーブル博士（Dr. Ignatz T. Griebl）なる人物と共にドイツ本国とのコンタクトにおいて重要な役割を果たしていたと主張した。グリーブル博士はグンター・グスタフ・ラムリック（Guenther Gustave Rumrich）と共に米本土における諜報網の確立に大きく関与していたが、1938年にスパイ容疑で捜査の手が及ぶと逮捕される前にドイツ本国へと脱出した。
ベントはポール・フェーサと共に英米間航路における軍需物資及び食料の輸送を監視していた。またゲシュタポのエージェントとして受けていた命令は、労働組合に働きかけてストライキを引き起こしドイツを支援する事だったと述べている。
セボルドはリトル・カジノ・レストランにてベントと会談した。この店はスパイ網メンバーの会談にて頻繁に使用されていた。ある会談でベントは爆弾の信管を用意するように告げ、ダイナマイトや雷管などをセボルドに渡したという。
逮捕後、ベントは外国代理人登録法違反に関する有罪答弁を行い、禁錮18ヶ月と1000ドルの罰金が課せられた。

### マックス・ブランク

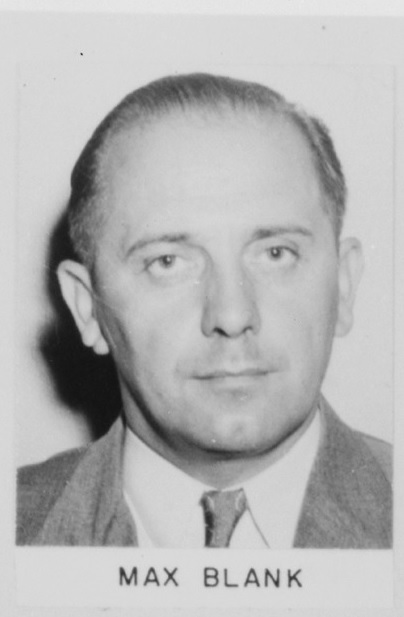
マックス・ブランク

マックス・ブランク（Max Blank）は1928年に渡米した。彼は市民権を取得しなかったが、ニューヨーク市のドイツ語図書館やドイツ語書店などで働いていた。
ポール・フェーサはドイツ本国に対し、複数のスパイ網メンバーと知り合いだったブランクについて、いくつかの重要情報を収集しうる人物だが、それを遂行する為の資金が不足していると報告している。その後、フェーサとブランクは、セボルドの事務所で会談した。彼らはセボルドに対して、いくらかの資金さえあればブランクが造船所勤務の友人からゴムを用いたセルフシール式の航空機燃料タンクや新形制動装置に関する情報を獲得できると語った。ブランクは1936年以来スパイ的活動を行なってきたとセボルドに語ったが、一方でドイツ本国からの給与支払いが滞っていた為に近年はほとんど活動していないとも語った。
ブランクは外国代理人登録法違反に対する有罪判決を受け、18ヶ月の禁錮刑と1000ドルの罰金刑が課せられた。

### アルフレッド・E・ブロクホフ

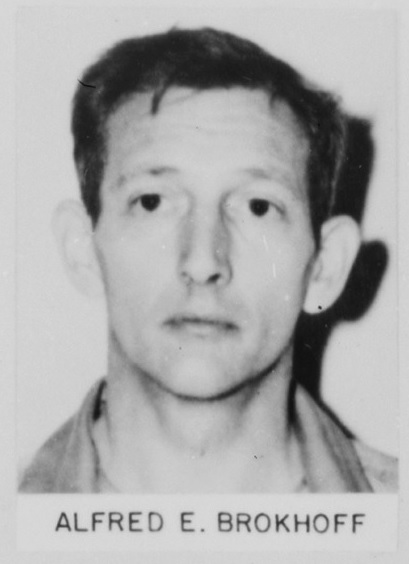
アルフレッド・E・ブロクホフ

アルフレッド・E・ブロクホフ（Alfred E. Brokhoff）は1923年に渡米し、1929年に市民権を取得した。彼は逮捕されるまでの17年間、ユナイテッド・ステイツ・ラインズ社のニューヨーク支社に機械技師として勤務していた。ドックに勤務していた彼は、様々な船舶に船員として乗り込んでいるスパイ網のエージェントほぼ全員を把握しており、本国との連絡は彼を介して行われる事が多かった。
彼の任務は英米間を行き来する船舶の出入港日付や積載貨物に関する情報の確保および本国とエージェントの仲介であり、フェーサがドイツ本国へ情報を送る際にもブロクホフが手を貸し、別のドイツ側エージェントであるレオ・ワーレンもブロクホフを介して本国との情報のやり取りを行なっていたという。
ブロクホフはスパイ法違反について5年、外国代理人登録法違反について2年の懲役が言い渡された。

### ハインリヒ・クロージング

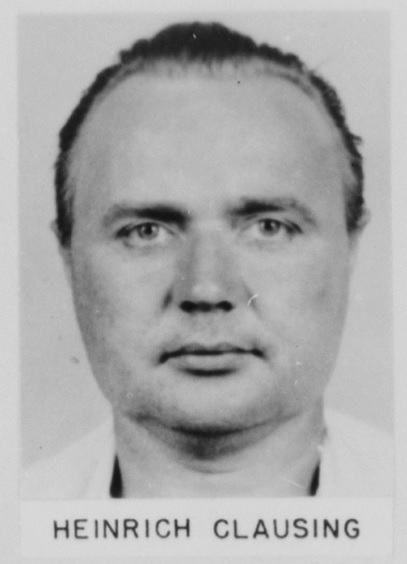
ハインリヒ・クロージング

ハインリヒ・クロージング（Heinrich Clausing）がは1933年9月に渡米し、1938年に市民権を取得した。彼は渡米以来、ニューヨーク港を拠点に様々な船舶に勤務しており、逮捕時には客船アルゼンチン号（SS Argentine）の料理人として働いていた。
彼はスパイ網の主要な連絡員の1人であるフランツ・スティグラーと親しい関係にあり、彼自身は密使に近い任務を与えられていた。彼の任務はマイクロフィルムなど各種資材をアメリカから南米に送ることであった。これらの資材は南米からイタリアの航空会社を経由してドイツ本国へと送られた。また、南米には連絡用の私書箱を設置しており、連絡用の郵便物では「カルロス」(Carlos)という名前を使っていた。なお、彼はスパイ活動に対する報酬を受け取ってはいない。
クロージングはスパイ法違反について8年、外国代理人登録法違反について2年の懲役が言い渡された。

### コンラディン・オットー・ドールド

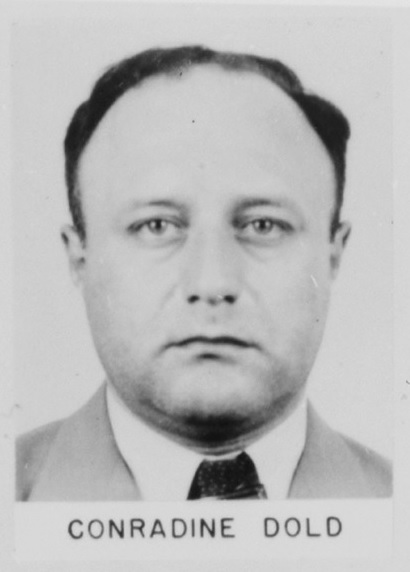
コンラディン・オットー・ドールド

コンラディン・オットー・ドールド（Conradin Otto Dold）は1926年に渡米し、1934年に船員法に基づき市民権を取得した。逮捕時にはアメリカン・エクスポート・ラインズ社の輸送船シボニー号の司厨長（Chief Steward）を務めていた。
ドールドはドイツ本国側の高官およびニューヨーク港で船員として勤務する他のスパイらとの連絡を担当していた。また、密使として中立国の港湾に合衆国内で収集した情報を送り届ける役割も担っていた。
ドールドはスパイ法違反について10年、外国代理人登録法違反について2年の懲役が言い渡された。また外国代理人登録法違反について罰金1,000ドルも合わせて課された。

### ルドルフ・エベリング

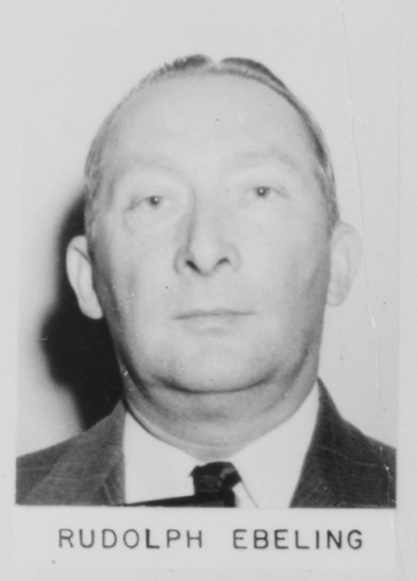
ルドルフ・エベリング

ルドルフ・エベリング（Rudolf Ebeling）は1925年に渡米した。逮捕時にはニューヨーク市にあるハーパー&ブラザーズ社（Harper and Brothers）の海運事業部に勤務していた。
エベリングの任務は船舶の運行状況や貨物に関する情報を収集し、ポール・フェーサに報告することであった。また、セボルドとの連絡を担当していたレオ・ワーレンに対しても同種の報告を行っていた。
エベリングはスパイ法違反について5年、外国代理人登録法違反について2年の懲役が言い渡された。また外国代理人登録法違反について罰金1,000ドルも合わせて課された。

### リチャード・アイヘンラーフ

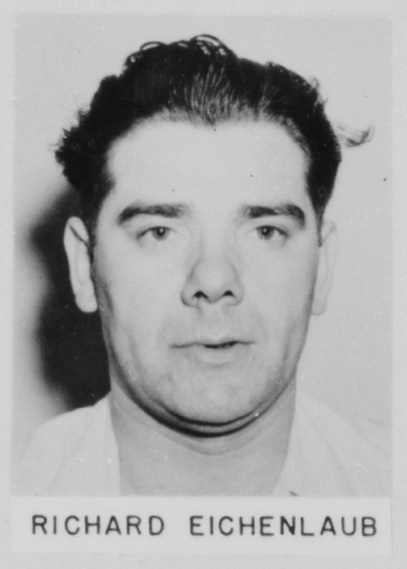
リチャード・アイヘンラーフ

リチャード・アイヘンラーフ（Richard Eichenlaub）は1930年に渡米し、1936年に市民権を取得した。彼はニューヨーク市ヨークヴィルで小さなカジノレストランを経営しており、このレストランはスパイ網メンバーが会合を行う拠点の1つとして利用されていた。また、アイヘンラーフはスパイ網メンバーに対して新しいスパイ候補の紹介も行っている。
アイヘンラーフの任務は収集した情報をゲシュタポに報告することであった。多くの場合、重要な情報は客として彼の店を訪れる国防産業関連の労働者から聞き出された。セボルドがベントから受け取ったダイナマイトを調達したのもアイヘンラーフだった。
アイヘンラーフは外国代理人登録法違反に関する有罪答弁を行い、刑務所での奉仕18ヶ月と1,000ドルの罰金が課せられた。

### ハインリッヒ・カール・エイラーズ

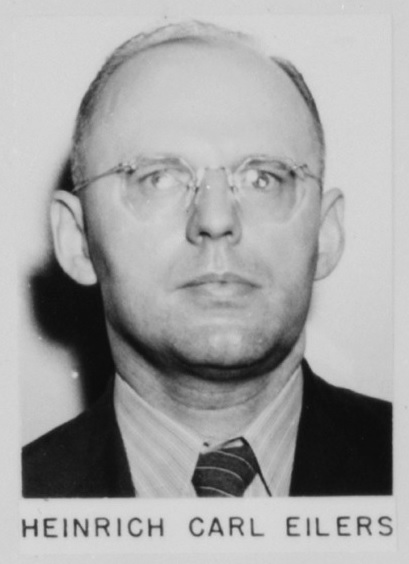
ハインリッヒ・カール・エイラーズ

ハインリッヒ・カール・エイラーズ（Heinrich Carl Eilers）は1923年に渡米し、1932年に市民権を取得した。1933年から逮捕までの間、ニューヨーク港にて船舶付の給仕（steward）として働いていた。
彼はワシントンD.C.の民間航空局（Civil Aeronautics Authority）から航空情報を獲得しようと計画していたが、この作戦は失敗している。また1940年6月にはニューヨーク市の税関にて、ヨーロッパを宛先とする不審な手紙20通を所持していた為に逮捕されている。
スパイ網における主要なメンバーの1人であったエドムンド・カール・ハイネと共にマグネシウム及びアルミニウム合金に関する情報の収集も行った。
エイラーズはスパイ法違反について5年、外国代理人登録法違反について2年の懲役が言い渡された。また外国代理人登録法違反について罰金1,000ドルも合わせて課された。

### ポール・フェーサ

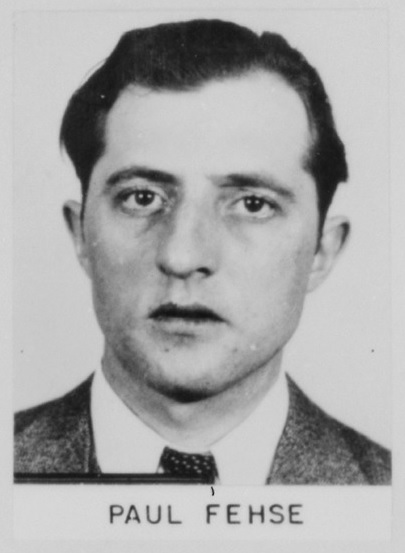
ポール・フェーサ

ポール・フェーサ（Paul Fehse）は1934年に渡米し、1938年に市民権を取得した。彼は渡米以降、ニューヨーク港を拠点に船舶付の調理師として働いていた。
フェーサはスパイ網における幹部の1人であった。彼は会議の招集やメンバーに対する活動の指示、収集された情報の関連付け、そしてセボルドに対するドイツ本国への情報送信の指示などを行っていた。彼はハンブルクでスパイとしての訓練を受けたエージェントでもあり、本人が主張するところによれば在米ドイツ諜報組織における海事部の長であったという。
自らの逮捕が間近に迫っていると感じていたフェーサはアメリカを脱出する計画を立てていた。彼は1941年3月29日にニュージャージーを出港してリスボンへ向かう予定になっていた輸送船シボニー号へ乗り込み、リスボン経由でドイツ本国へ帰国しようと考えていた。しかし、シボニー号がアメリカを出発する前にFBIのエージェントがフェーサを逮捕したのである。
逮捕された後、彼は自らが英国の船舶航行状況に関する情報を収集しており、これらをイタリア経由で本国へ送っていた旨を認めた。
1941年4月1日、フェーサは外国代理人登録法違反に関する有罪答弁を行い、1年と1日の懲役が言い渡された。その後、スパイ法違反について有罪を認め、懲役15年が言い渡された。

### エドムンド・カール・ハイネ

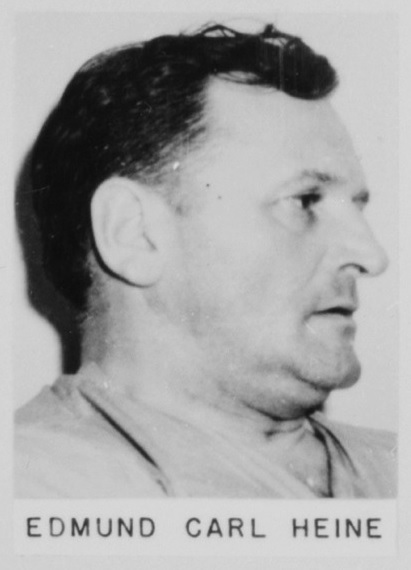
エドムント・カール・ハイネ

エドムンド・カール・ハイネ（Edmund Carl Heine）は1914年に渡米し、1920年に市民権を取得した。1938年まではフォード・モーター社およびクライスラー社の海外販売・サービス部に勤務していた。彼は業務の一環として西インド諸島、南米、スペイン、そしてドイツのベルリンにも派遣された経験がある。元駐米ドイツ大使ハンス・ルターやプロイセン王族ルイ・フェルディナント1世とも親しい間柄にあった。
彼はミシガン州デトロイトからスパイ網メンバーの1人であるリリー・スタインに対して、軍事、航空機、およびその他の産業に関する詳細な技術データを手紙として送っている。また、航空機の生産の状況、投入されている労働者の数、1機あたりの製造に費やされる期間などの情報を得るべく、航空機を製造していた企業の労働者へ手紙を書いている。また、スパイ網に航空写真を提供していた「ハインリッヒ」なる人物の正体もハイネであった事が判明している
ハインリッヒ・カール・エイラーズに対して、マグネシウム及びアルミニウム合金に関する技術書を送っている。エイラーズが受け取れなかった場合に備え、返送先にはリリー・スタインの住所が使われた。
ハイネは外国代理人登録法違反について2年の懲役および罰金5,000ドルが言い渡された。

### フェリックス・ヤーンケ

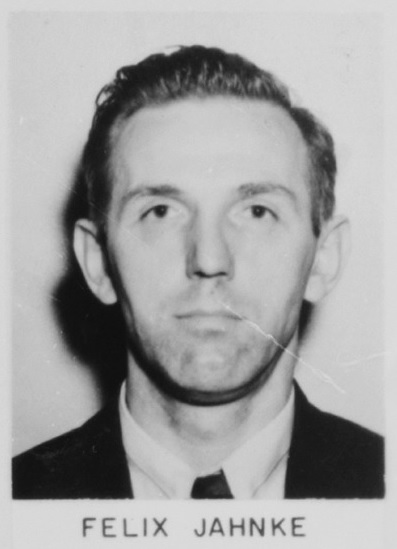
フェリックス・ヤーンケ

フェリックス・ヤーンケ（Felix Jahnke）は1924年に渡米し、1930年に市民権を取得した。彼はドイツの軍学校を卒業しており、ドイツ陸軍に通信兵として勤務した経験があった。
ヤーンケとアクセル・ウィーラー＝ヒルは無線技士ジョセフ・クラインの助けを得て、ブロンクスにあるヤーンケのアパートに小型無線機を設置した。彼はここからドイツ本国に通信を行なっていたが、この一部はFBIによって傍受されていた。また、英国へ向かう船舶の情報を得る為にニューヨーク港のドックを訪れたこともある。
ヤーンケは外国代理人登録法違反に関する有罪答弁を行い、禁錮20ヶ月と1000ドルの罰金が課せられた。

### グスタフ・ウィルヘルム・ケルカー

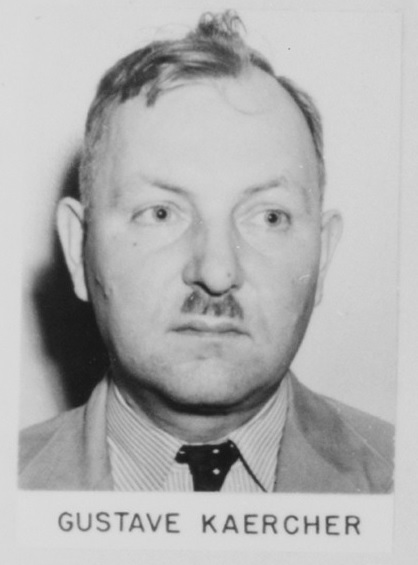
グスタフ・ウィルヘルム・ケルカー

グスタフ・ウィルヘルム・ケルカー（Gustav Wilhelm Kaercher）は1923年に渡米し、1931年に市民権を取得した。第一次世界大戦中にはドイツ陸軍の一員として従軍し、またニューヨークではドイツ同盟（German Bund）の指導者を務めた。ドイツ本国へ向かう際にはドイツ陸軍将校の制服を着用していたという。逮捕時にはニューヨーク市にあったアメリカン・ガス・アンド・エレクトリック社にて発電所の設計に携わる職についていた。彼はドイツ本国への通信のためにコールサイン一覧や周波数表を届ける役割を担っていたポール・ショルツと共に逮捕された。
ケルカーは外国代理人登録法違反に関する有罪答弁を行い、禁錮22ヶ月と2000ドルの罰金が課せられた。

### ジョセフ・クライン

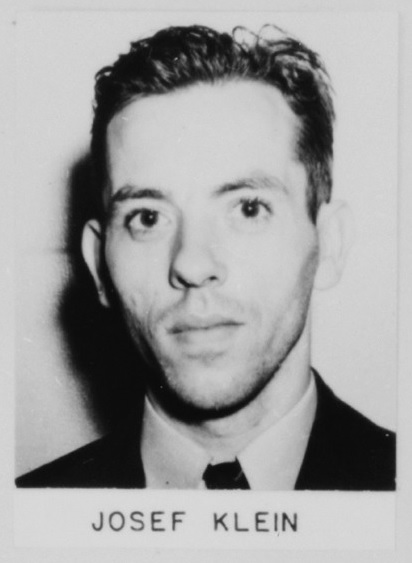
ジョセフ・クライン

ジョセフ・クライン（Josef Klein）は1925年に渡米したが、市民権は取得しなかった。彼は写真家兼石版工で、短波無線送信機の組み立てと運用に興味を持っていた。
彼はフェリックス・ヤーンケとアクセル・ウィーラー＝ヒルの為に短波無線機の設置を手伝っている。
クラインはスパイ法違反について5年、外国代理人登録法違反について2年の懲役が言い渡された。また外国代理人登録法違反について罰金1,000ドルも合わせて課された。

### ハートウィグ・リチャード・クレイス

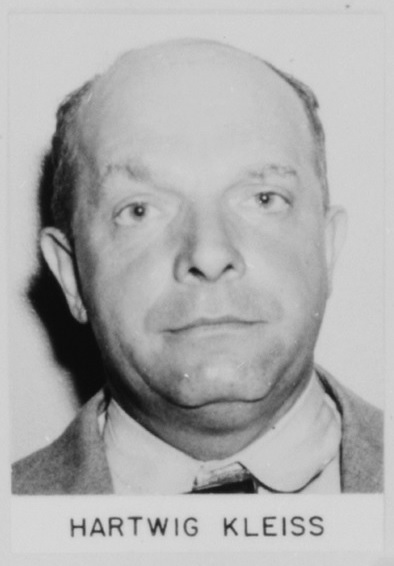
ハートウィグ・クレイス

ハートウィグ リチャード・クレイス（Hartwig Richard Kleiss）は1925年に渡米し、1931年に市民権を取得した。渡米後は様々な船舶で料理人として働いていた。彼が得た情報には米海軍に徴発され輸送艦として改装を受けていた客船アメリカ号の青写真などがあった。また、米海軍が開発中だった新型高速艇に関する情報もドイツへ報告するべくセボルドに伝えている。
彼は当初裁判を希望していたが、反対尋問の後に有罪答弁を行い、8年の懲役が課された。

### ハーマン・W・ラング

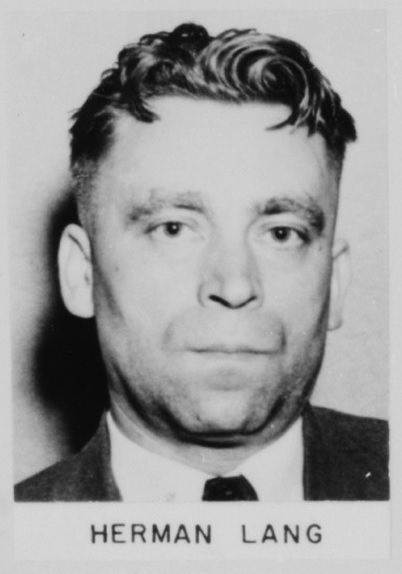
ハーマン・W・ラング

ハーマン・W・ラング（Herman W. Lang）は1927年に渡米し、1930年に市民権を取得した。彼はアドルフ・ヒトラーと共に1923年のミュンヘン一揆に参加した人物の1人であった。また、セボルドが米国内で接触するように命じられていた4人の人物の1人でもあった。
彼は逮捕されるまで、カール・L・ノルデン社（Carl L. Norden Corp.）に勤務し、当時極秘とされていたノルデン爆撃照準器など国防上重要かつ機密性の高い資材の製造に携わっていた。1938年には渡独して国防軍情報部のリッター中佐と接触し、自らの記憶を元に機密性の高い資材に関する様々な図面を再現して報告した。1938年1月9日、リッターはこれを傘用の木箱に納め一般の荷物に擬装し、船便でブレーメンへと送った。
ノルデン爆撃照準器はアメリカ陸軍航空軍における最高機密の1つで、爆撃機乗員らは訓練中に命と引き換えにしてでもこの機密を守ることを宣誓させられるほどであった。後にドイツ空軍が開発したいくつかの爆撃照準器がこのノルデン爆撃照準器と類似していたのは、ラングによる情報提供が関係していたという。例えば1942年にドイツで開発されたLotfernrohr 3とBZG 2の2種は、照準器と自動操縦を連動させる複雑な機能こそ省かれていたが、おおむねノルデン爆撃照準器と同じ形状をしていた。さらに後になってカール・ツァイス社が開発したロトフェルンロール 7はノルデン爆撃照準器とほとんど同一の機能を有していたが、操作はより簡単だった。
ラングはスパイ法違反について18年、外国代理人登録法違反について2年の懲役が言い渡された。1950年9月、ドイツへ強制送還された。

### エブリン・クレイトン・ルイス

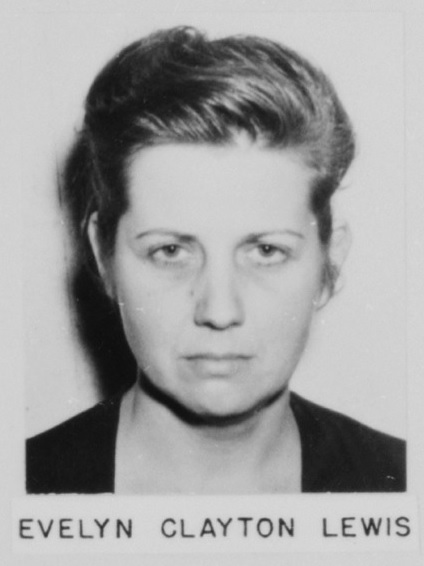
エブリン・C・ルイス

エブリン・クレイトン・ルイス（Evelyn Clayton Lewis）はアーカンソー州出身で、ニューヨーク市にてデュケインと共に暮らしていた。彼女はデュケインに対して、自らが強い反英・反ユダヤ感情を抱いている旨を語っており、またデュケインがナチス・ドイツのスパイであることを知った上でそれを受け入れていた。彼女は直接の情報収集には関与していなかったが、情報を海外に送る際にデュケインを手伝っていた。
ルイスは有罪答弁を行い、外国代理人登録法違反について1年1日の懲役を課された。

### ルネ・エマニュエル・メゼネン

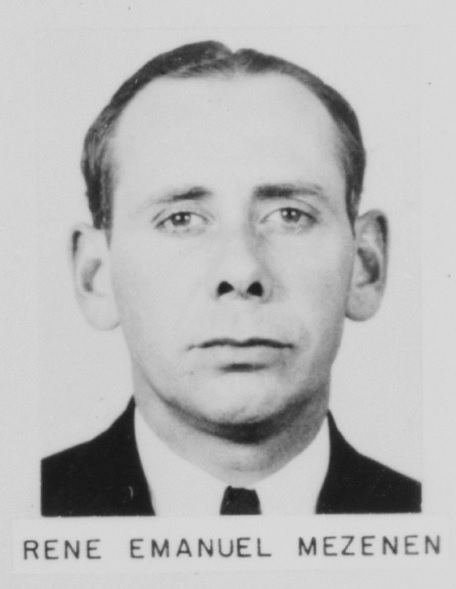
ルネ・メゼネン

ルネ・エマニュエル・メゼネン（Rene Emanuel Mezenen）はフランス出身で、父の帰化と共に米国の市民権を獲得したという。逮捕されるまではパンアメリカン航空の大西洋横断航路に客室乗務員として勤務していた。
国防軍情報部リスボン支局は、メゼネンに対してアメリカ＝ポルトガル航路を利用して連絡員として活動するようにと求めた。多くの場合、彼はニューヨークからリスボンまで24時間以内に情報を届けることができた。彼は高い給与を約束されたことでこの役割を受け入れた。彼はある時点からアメリカ＝イギリス航路でも勤務するようになった。また、アメリカからリスボンまでのプラチナの密輸にも関与していた。セボルドと会話した際には、連絡文書を飛行機の中にうまく隠し、これを探すなら2週間ないし3週間かけて飛行機を解体せねばならないだろうと語ったという。
メゼネンは有罪答弁を行い、スパイ法違反について8年、外国代理人登録法違反について同時に2年の懲役を課された。

### カール・ルーパー

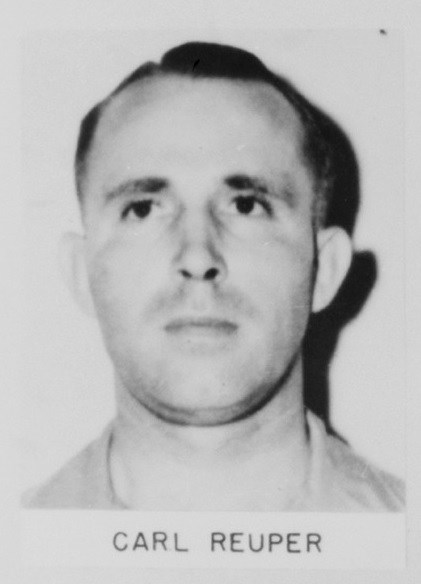
カール・ルーパー

カール・ルーパー（Carl Reuper）は1929年に渡米し、1936年に市民権を獲得した。逮捕されるまではニュージャージー州ニューアークにてウェスティングハウス・エレクトリックの調査員（inspector）として働いていた。
彼は仕事を利用して通じて様々な国防関連の資材および施設の写真を撮影し、ドイツへと送っていた。連絡はフェリックス・ヤーンケのアパートに設置された無線局を通じて行なった。また、セボルドの施設を利用してドイツ本国との通信を行うこともあったという。
ルーパーはスパイ法違反について16年、外国代理人登録法違反について同時に2年の懲役を課された。

### エベレット・ミンスター・ローダー

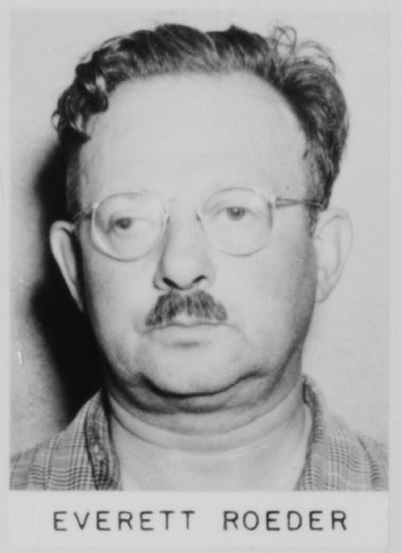
エベレット・ローダー

エベレット・ミンスター・ローダー（Everette Minster Roeder）はニューヨーク市ブロンクス区出身で、スペリー・ジャイロスコープ社に技術者として勤務しており、同社が米軍向けに製造していた機密性の高い資材の設計にも関わっていた。
セボルドはドイツ本国からの指示が記録されたマイクロフィルムをローダーに届けていた。この受け渡しの際、彼らは公共の場所で待ち合わせをした後に重要な会話を行える場所へ移動していたという。彼がスパイになったのは1936年のことで、訪独中にドイツ当局からエージェントになるように要請を受けたのである。彼は報酬を魅力的に感じた為、これに応じた。
ローダーがスペリー社から入手した情報としては、マーチン社製新型爆撃機の完全な青写真、レンジファインダーに関する機密文書、計器飛行用装備、旋回計、航法用コンパス、ハドソン爆撃機の配線図および銃座配置図などがある。
逮捕時、彼はロングアイランドの自宅に16丁の銃を隠していた。
ローダーは有罪答弁を行い、スパイ法違反について16年の懲役を課された。1949年、著書『Formulas in plane triangles』を発表した。

### ポール・アルフレッド・W・ショルツ

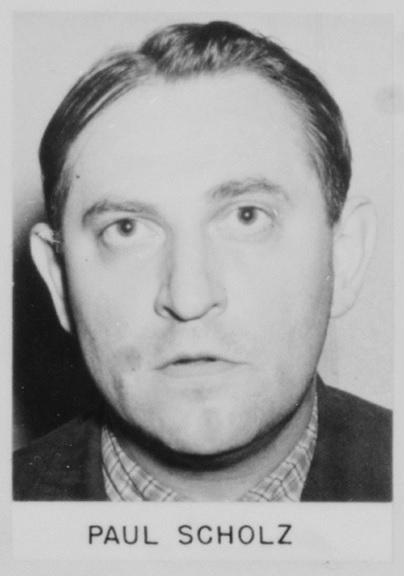
ポール・ショルツ

ポール・アルフレッド・W・ショルツ（Paul Alfred W. Scholz）は1926年に渡米したが、市民権は取得しなかった。彼はニューヨーク市内の書店に勤務し、ここでナチス・ドイツ側のプロパガンダを流布していた。
フェリックス・ヤーンケとアクセル・ウィーラー＝ヒルが無線局を設置する際、ジョセフ・クラインと共にこれを手伝った。彼はグスタフ・ウィルヘルム・ケルカーに無線のコールサインや周波数のリストを受渡していたところを逮捕された。また、彼はスパイ網の機密保持に関わっていたほか、様々なドイツ側エージェントの連絡の仲介者でもあった。
ショルツはスパイ法違反について16年、外国代理人登録法違反について同時に2年の懲役を課された。

### ジョージ・ゴットロープ・シュー

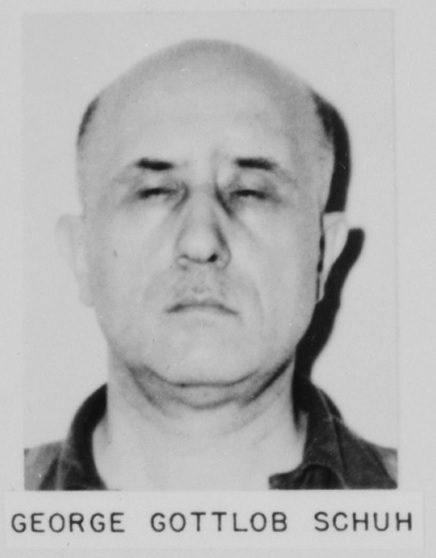
ジョージ・シュー

ジョージ・ゴットロープ・シュー（George Gottlob Schuh）は1923年に渡米した。1939年には市民権を取得し、以後は大工として働いていた。
エージェントとなったシューは、アメリカからハンブルクのゲシュタポ支部へ直接連絡を行なっていた。彼はウィンストン・チャーチル英首相が戦艦キング・ジョージ5世でアメリカに到着した旨をアルフレッド・ブロクホフに報告している。また、イギリス向けの物資等を輸送する船団の情報について直接ドイツ本国へと報告していた。
シューは外国代理人登録法違反を認め、18ヶ月の懲役と1,000ドルの罰金が課された。

### アーウィン・ウィルヘルム・シーグラー

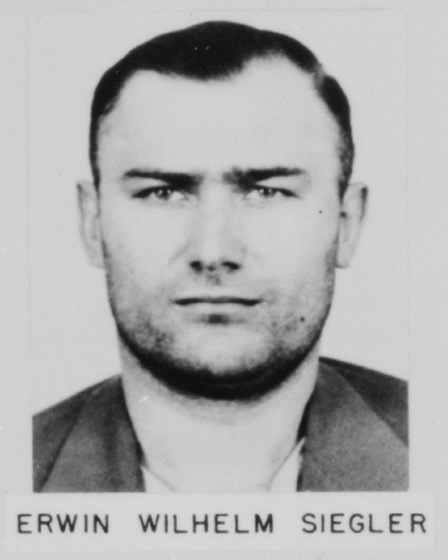
アーウィン・シーグラー

アーウィン・ウィルヘルム・シーグラー（Erwin Wilhelm Siegler）は1929年に渡米し、1936年に市民権を取得した。米海軍により接収されるまで、客船アメリカ号にて精肉責任者（chief butcher）として勤務していた。
彼は連絡員であり、セボルドに対して本国からの指示が記されたマイクロフィルムを届けたこともある。また、給与および爆撃照準器調達用の活動資金としてリリー・スタイン、デュケイン、ローダーらに支払われた2,900ドルをドイツの海外拠点からアメリカへ運んだのもシーグラーだった。彼はスパイ網の中で主に組織運営と連絡に従事していたほか、パナマ運河における船舶交通および防衛状況に関する情報などの提供も行なった。
シーグラーはスパイ法違反について10年、外国代理人登録法違反について同時に2年の懲役を課された。

### オスカー・リチャード・スタブラー

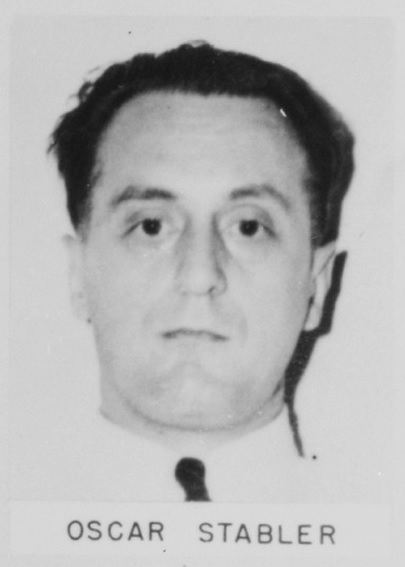
オスカー・スタブラー

オスカー・リチャード・スタブラー（Oscar Richard Stabler）は1923年に渡米し、1933年に市民権を取得した。彼は主に遠洋航路を行き来する船舶内で床屋として働いていた。1940年12月、バミューダにて英国当局が彼の所持品からジブラルタルの地図を発見し、これにより彼は短期間の拘束を受けている。彼はコンラディン・オットー・ドールドの側近たる連絡員の1人で、アメリカを始めとする諸外国で活動しているドイツ側エージェント達の連絡を仲介した。
スタブラーはスパイ法違反について5年、外国代理人登録法違反について同時に2年の奉仕活動を課された。

### ハインリヒ・ステード

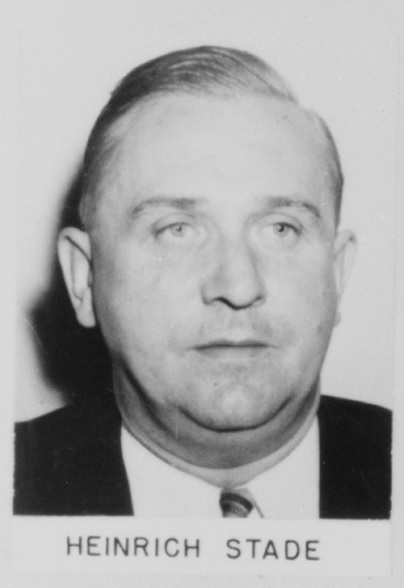
ハインリヒ・ステード

ハインリヒ・ステード（Heinrich Stade）は1922年に渡米し、1929年に市民権を取得した。彼はニューヨークで音楽家や広報代理人などとして働いていた。ステード自身がセボルドに語ったところによれば彼は1936年からゲシュタポのエージェントとして活動しており、また全てのスパイ活動を知り尽くしていると自慢気に語っていたという。
ステードはセボルドと共にポール・ベントの連絡員として活動し、イギリス向け物資輸送船団のランデブーポイントに関する情報などをドイツ側へと伝えていた。
彼はニューヨークのロングアイランドにて、オーケストラの一員として演奏を行なっている最中に逮捕された。
ステードは外国代理人登録法違反について有罪答弁を行い、1,000ドルの罰金と15ヶ月の懲役を課された。

### リリー・バーバラ・キャロラ・スタイン

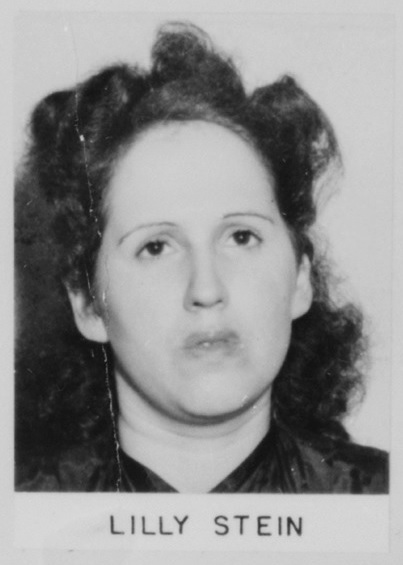
リリー・スタイン

リリー・バーバラ・キャロラ・スタイン（Lilly Barbara Carola Stein）はオーストリアのウィーン出身で、ウィリアム・セボルドの教育も担当したドイツのスパイ教官フーゴ・セボルド（Hugo Sebold）とドイツのハンブルクで出会った。ここで教育を受けた彼女は1939年に渡米した。ニューヨークでは美術モデルとして活動しつつ、社交界にも出入りしていた。
スタインはウィリアム・セボルドがアメリカ到着時にマイクロフィルムを渡すように指定されていたエージェントの1人でもある。彼女はドイツへ送るべき情報を伝える為にしばしばウィリアム・セボルドと接触し、また彼女の住所はエージェントらがドイツ側に宛てて送る郵便物の返信先としても使用されていた。
スタインは有罪を認め、スパイ法違反について10年の懲役を課されると共に、外国代理人登録法違反について同時に2年の懲役が課された。

### フランツ・ジョーゼフ・スティグラー

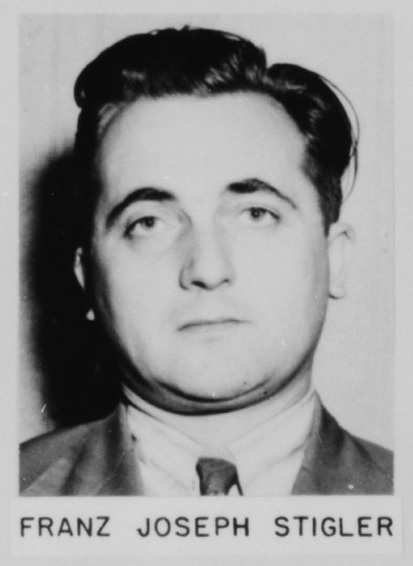
フランツ・スティグラー

フランツ・ジョーゼフ・スティグラー（Franz Joseph Stigler）は1931年に渡米し、1939年に市民権を取得した。彼は乗組員兼製パン責任者（chief baker）として様々な船舶に勤務し、最後の職場は海軍に接収される直前の客船アメリカ号だった。彼はアメリカ号の精肉責任者だったアーウィン・シーグラーと共に連絡員として活動し、ドイツ本国のエージェントと在米エージェントの連絡確保を支援した。彼はまた、ドイツ側との通信を強化するべくアメリカにてアマチュア無線家を募集しようと試みていた。パナマ運河の防衛状況を調査していたエージェントの1人でもある。
1941年1月、スティグラーはセボルドに対してウィンストン・チャーチル英首相がハリファックス卿と共に戦艦キング・ジョージ5世でアメリカへ向かっているという情報をドイツ本国へ報告するように求めている。
スティグラーは有罪判決の後、スパイ法違反について16年の懲役を課されると共に、外国代理人登録法違反について同時に2年の懲役が課された。

### エリック・ストランク

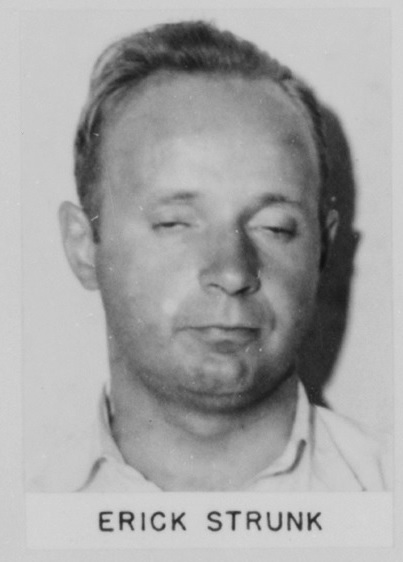
エリック・ストランク

エリック・ストランク（Erich Strunck）は1927年に渡米し、1935年に市民権を取得した。彼はユナイテッド・ステイツ・ラインズ社の水夫として様々な船舶に勤務していた。
ストランクは連絡員として、アメリカやヨーロッパで活動するドイツ側エージェントが遣り取りする各種のメッセージを運んだ。彼は船に乗り込んできた英将校の外交文書を盗み、その上で将校を海に突き落として処分するという作戦を提案したこともあるが、セボルドからあまりにも危険だという忠告を受けて断念している。
ストランクはスパイ法違反について10年、外国代理人登録法違反について同時に2年の懲役を課された。

### レオ・ワーレン

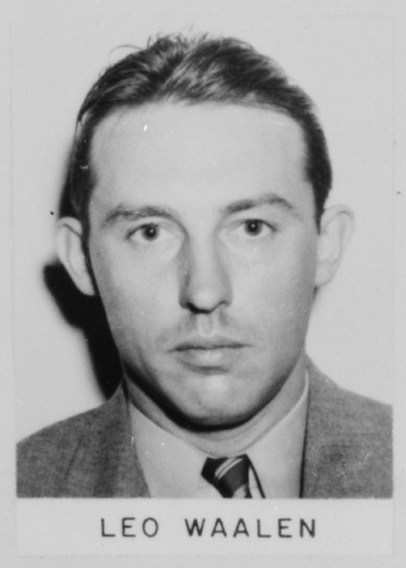
レオ・ワーレン

レオ・ワーレン（Leo Waalen）はダンツィヒ出身だが、正式な移民ではなく1935年に船を脱走することでアメリカに入国した。渡米後は米海軍に小型舟艇を納めていた船舶会社に塗装工として勤務していた。
彼はイギリス行き船舶に関する情報の収集に従事していた。また、彼はFBIが発行した機密小冊子を入手しており、これには各工場が国防関連資材をサボタージュから守る為に採用するべき予防措置に関する情報が含まれていた。さらに政府契約の各種資材および装備の仕様の一覧表、大西洋側沿岸の詳細な海図などの入手にも成功している。
1941年5月、貨物船ロビン・ムーア号は9人の将校、29人の乗組員、7人または8人の乗客を乗せ、護衛船団を付けぬままニューヨークから南アフリカ経由でモザンビークまで商業貨物の海上輸送に従事していた。5月21日、当時イギリスの管轄下にあったフリータウンの港から750マイルほど西に進んだ地点で、ロビン・ムーア号はドイツ潜水艦U-69によって停船させられた。ロビン・ムーア号は中立国の国旗を掲げていたが、乗り込んできたドイツ水兵らによって乗員及び乗客らは退去を余儀なくされた。全員が救命艇に乗り込んだのを確認した後、U-69はロビン・ムーア号に魚雷を撃ちこんだ上に砲撃を加えてこれを撃沈した。完全に沈没したのを確認した後、ドイツ水兵らはW・E・マイヤーズ船長の救命艇に乗り込むと代用パンの缶詰4つとバターの缶詰2つを与え、ドイツの敵に物資を輸送していたが故にロビン・ムーア号は撃沈されたのだと説明した。1941年10月、連邦検察では全ての容疑について無罪を主張していたスパイの1人、レオ・ワーレンについて、ロビン・ムーア号出港5日前に彼が航海予定をドイツ側に無線で伝えていたことを明らかにした。
ワーレンはスパイ法違反について12年、外国代理人登録法違反について同時に2年の懲役を課された。

### アドルフ・ヘンリー・オーガスト・ワリシェウスキー

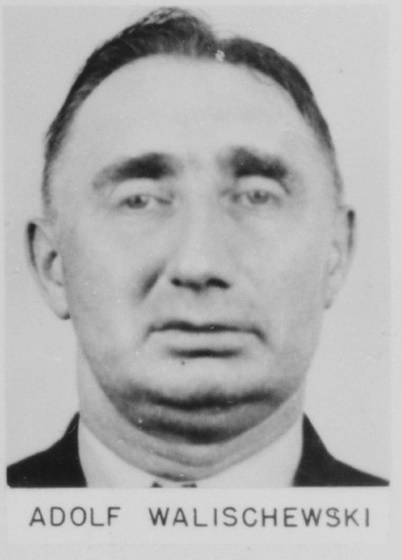
アドルフ・ヘンリー・オーガスト・ワリシェウスキー

アドルフ・ヘンリー・オーガスト・ワリシェウスキー（Adolf Henry August Walischewski）はドイツ出身で、成人して以来務めていたという熟練の船員だった。アメリカの市民権は1935年に取得した。
彼はポール・フェーサを通じてスパイ網の一員となった。彼は在米組織のメッセージを海外拠点まで伝える連絡員としての任務にのみ従事した。
ワリシェウスキーはスパイ法違反について5年、外国代理人登録法違反について同時に2年の懲役を課された。

### エルス・ウェステンフェルド

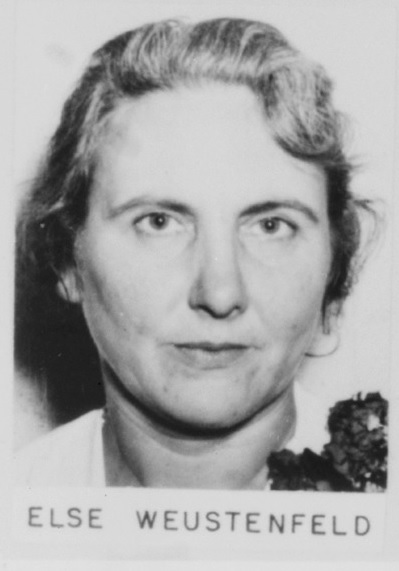
エルス・ウェステンフェルド

エルス・ウェステンフェルド（Else Weustenfeld）は1927年に渡米し、1937年に市民権を取得した。彼女は1935年から逮捕されるまでの間、ニューヨーク市のドイツ領事館の代表たる立場で法律事務所秘書として勤務していた。
ウェステンフェルドはドイツ側のスパイ情報に精通しており、親友だったリリー・スタインと共にデュケインへの資金受け渡しに協力していた。
彼女はニューヨーク市内で、やはりドイツ側スパイだったハンス・W・リッター（Hans W. Ritter）と共に暮らしていた。ハンス・リッターは「レンケン博士」こと米本土作戦主任リッター中佐の弟だった。1940年にはウェステンフェルド自身もメキシコにてリッター中佐と接触し、エージェントらの給与を受け取っている。
ウェステンフェルドは有罪答弁の後、スパイ法違反について5年、外国代理人登録法違反について同時に2年の懲役を課された。

### アクセル・ウィーラー＝ヒル

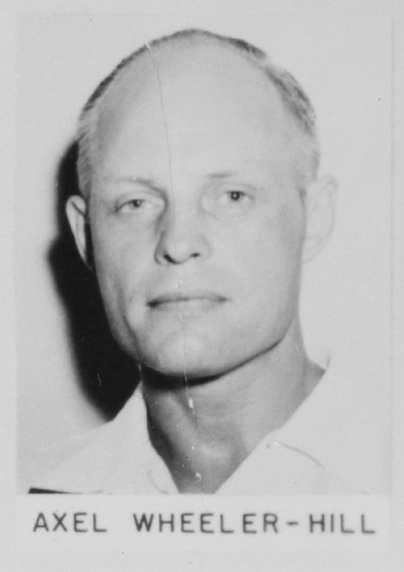
アクセル・ウィーラー＝ヒル

アクセル・ウィーラー＝ヒル（Axel Wheeler-Hill）はロシア出身で、1923年に渡米し、1929年に市民権を取得した。彼はトラックの運転手として働いていた。
彼はニューヨーク港にてイギリス行き船舶に関する情報を収集していた。また、フェリックス・ヤーンケと共に、ポール・ショルツの無線局設置の手伝いも行なった。
ウィーラー＝ヒルはスパイ法違反について15年、外国代理人登録法違反について同時に2年の懲役を課された。

### バートラム・ウォルフガング・ゼンジンガー

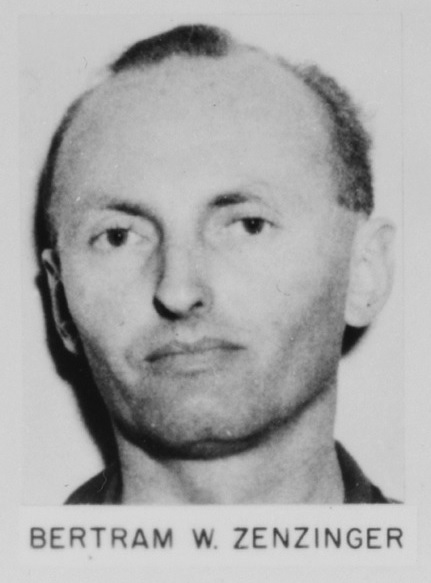
バートラム・ウォルフガング・ゼンジンガー

バートラム・ウォルフガング・ゼンジンガー（Bertram Wolfgang Zenzinger）はドイツ出身で、1940年に南アフリカ連邦国民として渡米した。入国理由についてはカリフォルニア州ロサンゼルスにて歯科医療について学ぶ為だと申請している。
1940年7月、ゼンジンガーはアーウィン・シーグラーからドイツ本国へ当てた郵便を書くために不可視インクのペンを受け取った。彼はいくつかの国防資材に関する情報をまとめ、スウェーデンの私書箱を経由してドイツ本国へとこの情報を送った。1941年4月16日、FBIにより逮捕された。
ゼンジンガーは有罪答弁を行い、スパイ法違反について8年、外国代理人登録法違反について同時に18ヶ月の懲役を課された。

## 接触者

### 江島武夫

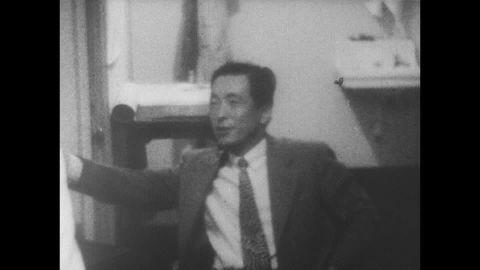
ハリー・ソーヤー（セボルド）と情報文書について議論する江島（1941年）

江島武夫少佐は大日本帝國海軍の将校で、ニューヨーク市にてE・サトズ（E. Satoz）なる偽名を用い技術監督（engineer inspector）として働いており、アメリカ側からはカトー（KATO）というコードネームが与えられていた。
1938年、江島は平安丸の乗客としてシアトルに到着する。1940年10月19日、セボルドはドイツ本国からエージェント・カー（CARR）ことローダーがE・サトズとニューヨークの日本人クラブで接触した旨の通信を受けている。
江島とセボルドのニューヨークでの接触はFBIによって撮影されていたが、これは同盟国の日本とドイツの情報機関が協力していた決定的な証拠でもあった。また、ニューヨークに日本海軍が設置した事務所で小池兼五郎主計中佐とも接触している。
江島はデュケインのスパイ網を通じて各種の軍事情報および資材、例えば弾薬、スペリー・ジャイロスコープ製A-5圧力スイッチ付油圧ユニットの青写真、ローレンス・エンジニアリング・アンド・リサーチ・コーポレーションの防音設備の原図などを入手し、日本経由でドイツへ送ることに同意した。当時、ニューヨークからポルトガルのリスボンに至る国防軍情報部のルートがイギリス軍によって監視下に置かれ、安全な配送が困難となっていた。このため、江島は2週間ごとに西海岸から日本行の貨物船を用いて配送する代替ルートを提案したのである。
1941年にFBIによるデュケインのスパイ網の摘発が始まると、江島は西海岸に向かい、貨客船鎌倉丸で東京へと逃れた。日米開戦後の「1942年に江島が逮捕され15年の懲役が課された」とする歴史家もあるが、アメリカ海軍の情報文書では、国務省の要望に基づいて起訴を見送ったとされている。

### ニコラウス・リッター

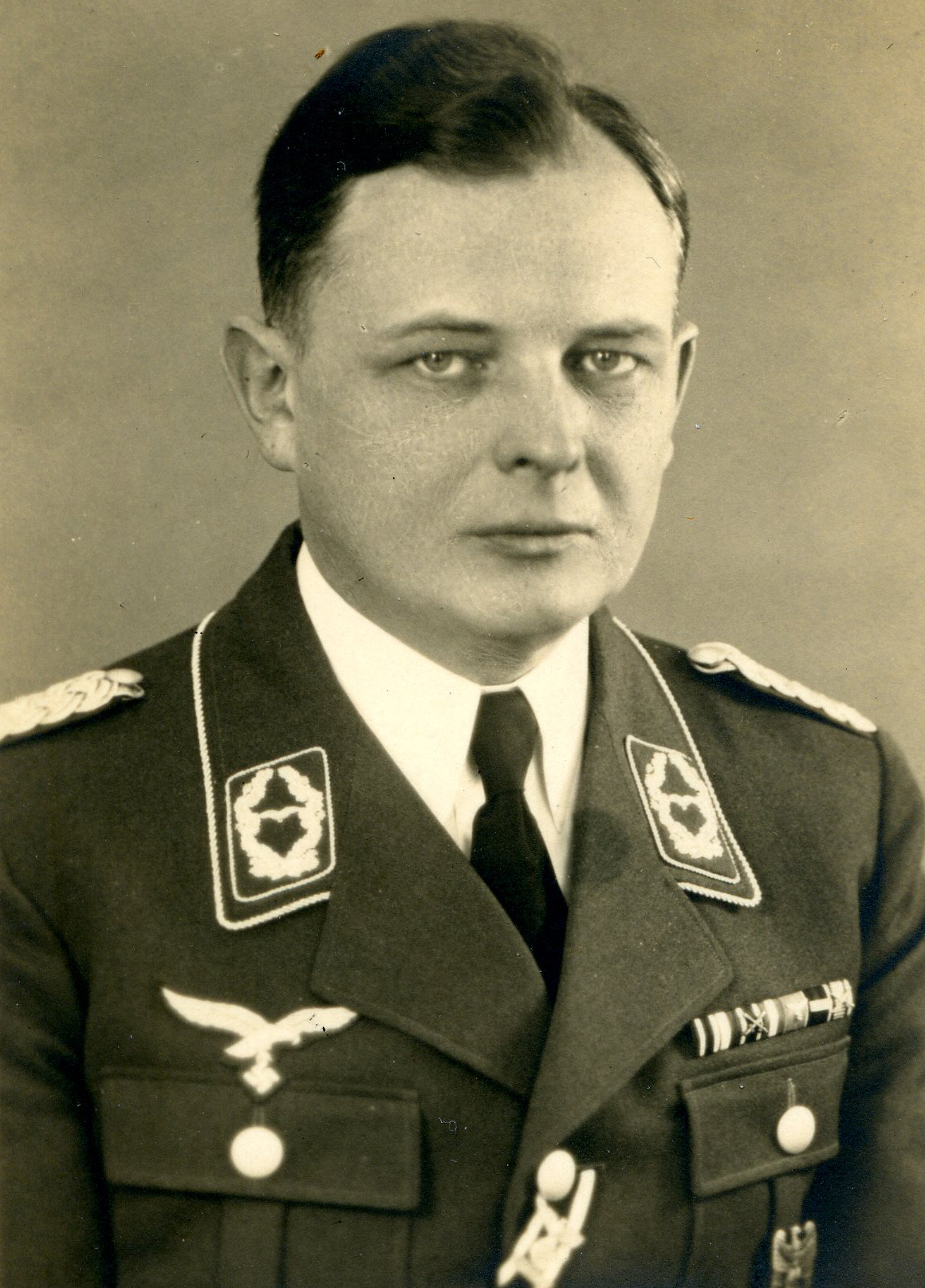
ニコラウス・リッター（1940年）

ニコラウス・リッター中佐はドイツ空軍の情報将校で、1936年から1941年にかけて、アメリカ、イギリス、北アフリカでの諜報活動を主導した。第一次世界大戦では西部戦線に従軍し、2度負傷している。1924年にニューヨークに移住し、アメリカ人の女性と結婚。1936年に帰国した後、国防軍情報部にて空軍情報主任に任命された。拠点はハンブルクに置かれ、諜報員としてはランツァウ博士（DR. RANTZAU）というコードネームを用いた。
リッターがデュケインと初めて会ったのは1931年のことである。1937年12月3日、彼ら2人はニューヨークにて再度接触した。この際、リッターはハーマン・ラングとも接触し、ドイツに渡って「ドイツ版ノルデン照準器」の設計の完成を手伝うようにと指示した。リッターの功績として最も有名なのはノルデン照準器の確保だが、そのほかにもスペリー・ジャイロスコープ製の高度な航空機用自動操縦装置の確保、エルヴィン・ロンメル将軍の援護のために実施した北アフリカでの諜報任務なども知られている。しかし、リッターが雇用した諜報員のうち数人が二重スパイとなり、やがて彼が構築したスパイ網を崩壊に追い込むこととなる。
デュケインのスパイ網を崩壊に追い込んだウィリアム・セボルドも、元はリッターが雇用した諜報員であった。また、イギリス方面で雇用したアーサー・オーウェンズは、後にMI5の二重スパイとなった。オーウェンズがドイツ側諜報員の摘発に大いに貢献したことから、MI5では終戦までに120人以上の二重スパイを雇用することになる。リッター自身は逮捕されなかったものの、デュケインのスパイ網の崩壊の責任を問われて更迭され、1942年から敗戦までドイツ本国の防空部隊に勤務した。